# Ustawa o spółdzielni (II RP)
Ustawa o spółdzielni (II RP) – za spółdzielnię uważano zrzeszenie o nieograniczonej liczby osób o zmiennym kapitale i składzie osobowym, mającą na celu podniesienie zarobku lub gospodarstwa członków przez prowadzenie wspólnego przedsiębiorstwa. Spółdzielnia służyła do wykonywania zadań gospodarczych, a jednocześnie miała na celu podnoszenie poziomu kulturalnego swoich członków.

## Regulacje prawne w zakresie spółdzielczości
W pierwszym okresie po odzyskaniu niepodległości przez Polskę w 1918 r. wystąpiły trudności w funkcjonowaniu spółdzielczości, które brały się z występowania odmiennego prawa na terenach byłych zaborów. W 1919 r. przyjęto dekret w przedmiocie zatwierdzania statutów zrzeszeń handlowo-przemysłowych o kapitale zmiennym, który swym zakresem obejmował tylko ziemie byłego zaboru rosyjskiego.
Zasadnicza ustawa ukazała się w 1920 r., która została znowelizowana w 1923 r. W 1922 r. przyjęto ustawę o łączeniu się spółdzielni, w której wskazano, że połączenie następuje przez uchwały walnych zgromadzeń łączących się spółdzielni i przyjęcie jednolitego statutu nowej spółdzielni. Kolejna nowelizacja ukazała się w 1934 r., a następnie uzyskało jednolite brzmienie ustawy w postaci obwieszczenia Ministra Skarbu.

## Powstanie spółdzielni
W celu założenia spółdzielni istniała potrzeba dokonania następujących czynności:
- zarejestrowania statutu w sądzie rejestrowym, podpisanego przez co najmniej 10 członków;
- określenie przedmiotu działania spółdzielni;
- podanie czasu trwania spółdzielni, jeżeli założono na czas ograniczony;
- określenie rodzaju i zakresu odpowiedzialności;
- określenie wysokości udziału, wpłat na udział i okresu ich dokonywania;
- określenie roku obrachunkowego, różnił się od roku kalendarzowego;
- określenie przepisów o likwidacji.

## Statut spółdzielni
Statut spółdzielni zawierał:
- nazwę i siedzibę spółdzielni;
- cel spółdzielni oraz przedmiot działania i czas trwania spółdzielni;
- rodzaj i zakres odpowiedzialności członków;
- wysokość udziału, wysokość wpłat na udział i czas ich dokonywania;
- zasady przyjmowania, ustępowania i wykluczania członków;
- liczbę członków zarządu i rady nadzorczej oraz sposobu ich powoływania;
- sposób zwoływania walnych zgromadzeń, zasady obradowania i zapadania uchwał;
- zasady dotyczące umarzania wartości bilansowych;
- zasady podziału zysków i pokrywania strat;
- nazwa pisma, w którym były zamieszczane ogłoszenia spółdzielni.

## Członkowie spółdzielni
Członkiem spółdzielni była każda osoba fizyczna lub prawna. Spółdzielnia liczyła co najmniej 10 członków, o ile statut nie wymagał większej liczby. Spółdzielnia, której członkami w myśl statutu były wyłącznie osoby prawne, musiała liczyć co najmniej trzech członków.
Członkowie spółdzielni:
- odpowiadali za zobowiązania spółdzielni zadeklarowanymi udziałami;
- wysokość udziałów była ustalana w jednakowej wysokości;
- każdy członek spółdzielni zadeklarował przynajmniej jeden udział;
- każdy członek spółdzielni mógł posiadać dowolną liczbę udziałów;
- wykluczenie członka mogło nastąpić przed rozwiązaniem spółdzielni.

## Zarząd spółdzielni
Liczbę członków zarządu spółdzielni oraz sposób ich powoływania określał statut. Zarząd w swoich czynnościach stosował się do ograniczeń, jakie nakładał statut lub uchwały walnego zgromadzenia.
Zarząd spółdzielni miał prawo zawierać wszelkiego rodzaju umowy, które wchodziły w zakres statutowej działalności spółdzielni.
Zarząd ustanawiał pełnomocników do prowadzenia całego przedsiębiorstwa lub oddziałów. Pełnomocnicy nie mogli bez osobnego upoważnienia nabywać, zbywać i obciążać nieruchomości, podpisywać weksli, zaciągać pożyczek oraz prowadzić procesów.

## Rada nadzorcza
Rada nadzorcza składała się z co najmniej z trzech osób. Członkowie rady mieli pełną zdolność do działań prawnych i byli członkami spółdzielni.
Członków rady nadzorczej wybierało i odwoływało walne zgromadzenie.
Rada nadzorcza czuwała nad prowadzeniem interesów przez zarząd. W szczególności do rady nadzorczej należało:
- badanie rocznego zamknięcie rachunków, których wyniki badań przedstawiała walnemu zgromadzeniu.
- przeglądanie ksiąg i dowodów oraz bezpośrednio sprawdzanie stanu wszelkich części majątku;
- powoływać rzeczoznawców.

## Walne zgromadzenie
Członek brał udział w walnym zgromadzeniu tylko osobiście.
Do wyłącznej kompetencji walnego zgromadzenia należał:
- wybór i odwołanie członków rady nadzorczej;
- określenie najwyższej sumy zobowiązań, jakie spółdzielnia może zaciągnąć;
- zatwierdzanie bilansów i sprawozdań rocznych;
- podział zysków i oznaczenie sposobu pokrycia strat granicach, w jakich statut mu to przekazuje;
- powzięcie uchwał w przedmiocie sprawozdania rewizyjnego;
- zmiana statutu;
- powzięcie uchwały co do rozwiązania i likwidacji spółdzielni.

## Liczba spółdzielni
Według danych Rocznika Statystycznego z 1939 r. liczba spółdzielni przedstawiała się następująco:
| Rok  | Ogółem | Rodzaje spółdzielni | Rodzaje spółdzielni | Rodzaje spółdzielni | Rodzaje spółdzielni | Rodzaje spółdzielni | Rodzaje spółdzielni | Rodzaje spółdzielni |
| Rok  | Ogółem | Spożywcze           | Rolniczo-spożywcze  | Rolniczo-handlowe   | Mleczarskie         | Kredytowe           | Mieszkaniowe        | Inne                |
| 1928 | 10212  | 1185                | 2022                | 339                 | 1430                | 4586                | 167                 | 483                 |
| 1929 | 11189  | 1231                | 2524                | 355                 | 1362                | 5025                | 208                 | 484                 |
| 1930 | 11834  | 1325                | 2756                | 387                 | 1331                | 5350                | 233                 | 452                 |
| 1931 | 11971  | 1280                | 2755                | 403                 | 1364                | 5440                | 230                 | 499                 |
| 1932 | 11722  | 1236                | 2627                | 373                 | 1288                | 5437                | 253                 | 508                 |
| 1933 | 11669  | 1253                | 2580                | 378                 | 1275                | 5490                | 189                 | 504                 |
| 1934 | 11101  | 1310                | 2532                | 344                 | 1167                | 5153                | 214                 | 381                 |
| 1935 | 11402  | 1391                | 2586                | 352                 | 1216                | 5243                | 216                 | 398                 |
| 1936 | 12004  | 1552                | 2659                | 392                 | 1323                | 5423                | 235                 | 420                 |
| 1937 | 12860  | 1804                | 2973                | 410                 | 1408                | 5517                | 252                 | 496                 |
| 1938 | 13561  | 2137                | 3027                | 453                 | 1475                | 5597                | 261                 | 611                 |

W 1937 r. zanotowano 3016 tys. członków, w tym najwięcej członków miały spółdzielnie kredytowe (1 515 tys.) oraz spółdzielnie mleczarskie (626 tys.).

## Zniesienie ustawy
Na podstawie ustawy z 1961 r. o spółdzielniach i ich związkach zniesiono przepisy ustawy z 1920 r. o spółdzielniach.